# Anisophyllus basalis
Anisophyllus basalis là một loài bọ cánh cứng trong họ Cleridae. Loài này được Schenkling miêu tả khoa học đầu tiên năm 1899.